# Koke (Fußballspieler, 1983)
Koke, bürgerlich Sergio Contreras Pardo (* 27. April 1983 in Málaga), ist ein spanischer Fußballspieler. Er war auch in Frankreich, Portugel, Griechenland, den Vereinigten Staaten, Aserbaischan, Deutschland, Bolivien und Indien aktiv.

## Karriere
Ab Sommer 2002 spielte Koke für den FC Málaga. Im Januar 2004 wurde er an Olympique Marseille ausgeliehen und ab Sommer 2004 fest verpflichtet. Für Olympique bestritt er insgesamt 47 Pflichtspiele in der Ligue 1 und im UEFA-Cup. Im Januar 2006 wurde er an Sporting Lissabon ausgeliehen und nach Ende der Ausleihe an Aris Thessaloniki verkauft. Für Saloniki absolvierte Koke in fünf Jahren 166 Pflichtspiele und schoss dabei 37 Tore. Ab 2011 spielte er zunächst in der US-amerikanischen Major League Soccer für Houston Dynamo, danach wieder in Spanien für Rayo Vallecano und schließlich für den aserbaidschanischen Hauptstadtklub FK Baku. Von Sommer 2012 bis Januar 2013 war er vereinslos, bis er beim damaligen deutschen Zweitligisten SSV Jahn Regensburg einen Vertrag bis Sommer 2013 unterschrieb. Dieser wurde nicht verlängert. Daraufhin wechselte Pardo nach Bolivien zum Club Blooming. Ein Engagement in Indien und (nach kurzwöchigem Vertrag in Veria) abschließend im Team des in die Drittklassigkeit verbannten Saloniki beschlossen seine Laufbahn.